# 高階知也
高階知也（日语：／ Takashina Tomoya，1987年6月8日—），日本男子羽毛球運動員。北海道出生，畢業於壮瞥町立壮瞥中学校、関東第一高校及青山学院大学，現隸屬於岐阜Tricky Panders羽毛球隊，並為女子隊的主教練。

## 簡歷
2012年6月，高階知也參加馬爾代夫羽毛球國際挑戰賽，與井谷和弥合作贏得男子雙打比賽冠軍。
2017年1月，高階知也參加中國羽毛球國際挑戰賽，與江藤理惠合作贏得混合雙打比賽冠軍。

## 主要比賽成績
只列出曾進入準決賽的國際賽事成績：
| 年份   | 賽事                     | 公開賽級別 | 項目     | 拍檔     | 成績   |
| ------ | ------------------------ | ---------- | -------- | -------- | ------ |
| 2012年 | 伊朗羽毛球國際挑戰賽     | 國際挑戰賽 | 男子雙打 | 井谷和弥 | 準決賽 |
| 2012年 | 馬爾代夫羽毛球國際挑戰賽 | 國際挑戰賽 | 男子雙打 | 井谷和弥 | 冠軍   |
| 2013年 | 大阪羽毛球國際挑戰賽     | 國際挑戰賽 | 男子雙打 | 井谷和弥 | 準決賽 |
| 2017年 | 中國羽毛球國際挑戰賽     | 國際挑戰賽 | 混合雙打 | 江藤理惠 | 冠軍   |
| 2017年 | 大阪羽毛球國際挑戰賽     | 國際挑戰賽 | 男子雙打 | 井谷和弥 | 亞軍   |

| 2007-2017年 | 首要超級賽 | 超級賽 | 黃金大獎賽 | 大獎賽 | 國際挑戰賽 | 國際系列賽 | 未來系列賽 | 其他 |

| 2018-2026年 | 總決賽 | 超級1000賽 | 超級750賽 | 超級500賽 | 超級300賽 | 超級100賽 | 國際挑戰賽 | 國際系列賽 | 未來系列賽 | 其他 |